# Parc à loups du Gévaudan
Le parc à loups du Gévaudan est un parc animalier situé à Sainte-Lucie, sur le territoire de la commune de Saint-Léger-de-Peyre près de Marvejols, dans le département de la Lozère. Il regroupe 97 loups, répartis dans deux parcs.
Il n'est pas membre de l'Association européenne des zoos et aquariums (EAZA).

## Historique
Le parc est tout d'abord l'œuvre d'un homme, Gérard Ménatory, journaliste au Midi libre qui recueille, en 1961, deux loups polonais nommés Toundra et Bialow. Ne pouvant les garder dans sa résidence de Mende, il les installe dans une propriété privée sur la commune du Chastel-Nouvel. Ainsi naît l'idée d'ouvrir un parc à loups en terre du Gévaudan. En 1962, le parc zoologique de Sainte-Lucie[Quoi ?] est transformé en parc à loups : 5 d'entre eux y sont amenés, et 2 ans plus tard, ils seront 10 de plus.
En 1985, le parc s'ouvre aux visiteurs. En mai 1986, il compte 26 loups. En 1989, on dénombre 86 loups au parc. Au début de l'année 1991, la Fondation Brigitte-Bardot récupère une centaine de loups de Mongolie braconnés et s'adresse à Gérard Ménatory, son ami personnel, qui en recueille 80 dans le parc. Ainsi se crée le parc d'observation scientifique où est installée une partie de ces loups. Le parc visiteur s'agrandit, mais la population de loups présents dans celui-ci également, c'est pourquoi 40 loups de Mongolie seront transférés vers le parc d'observation scientifique en 1994.
En 1998, Gérard Ménatory décède ; sa fille Anne continue à travailler dans le parc pendant plusieurs années. En 2002, le parc est dirigé par Fabrice Tareau. Les activités s'y poursuivent et depuis 2004, des rencontres nocturnes avec le loup sont organisées par Sylvain Macchi, responsable zootechnique du parc.
En 2007, Fabrice Tareau quitte la direction du parc et est remplacé par Joseph Matera. En 2008, Sylvain Macchi (qui avait succédé à Anne Ménatory) est toujours responsable zootechnique du parc animalier, secondé par Audrey Prucca, jeune archéozoologue et assistante zootechnique.
| Sainte-Lucie |

## L'esprit du parc
Depuis sa création, le parc a pour but la réhabilitation du loup dans l'esprit des visiteurs. Ainsi, il est expliqué aux visiteurs les raisons pour lesquelles le loup est un animal mal-aimé en France et en quoi il ne faut pas craindre son possible retour. Prenant en considération son implantation dans le contexte historique du Gévaudan, avec l'affaire de la Bête du Gévaudan, une section du musée lui est consacrée, sachant qu'il n'a jamais été prouvé qu'il s'agissait d'un loup.

## Le parc visiteur

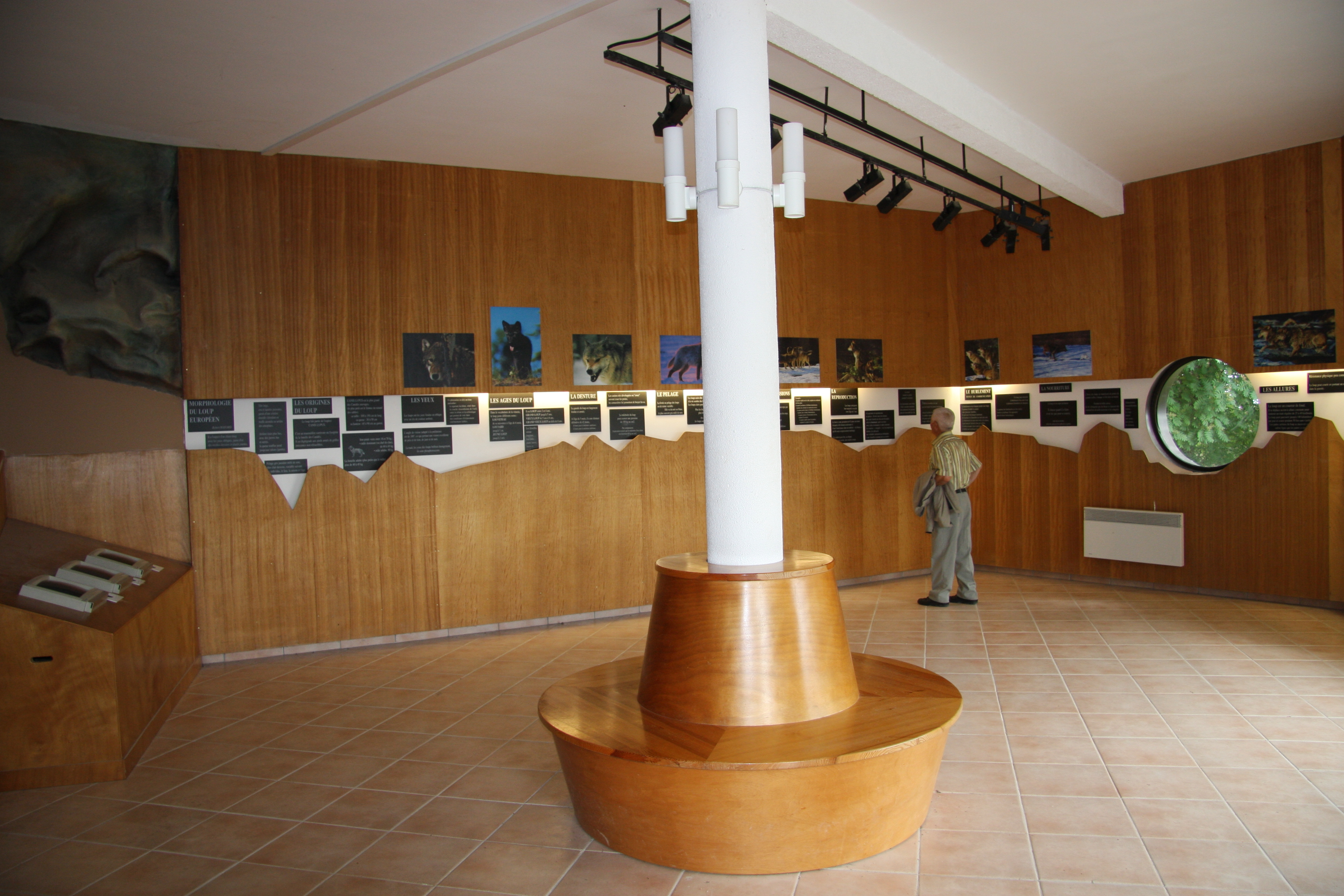
Salle d'exposition.

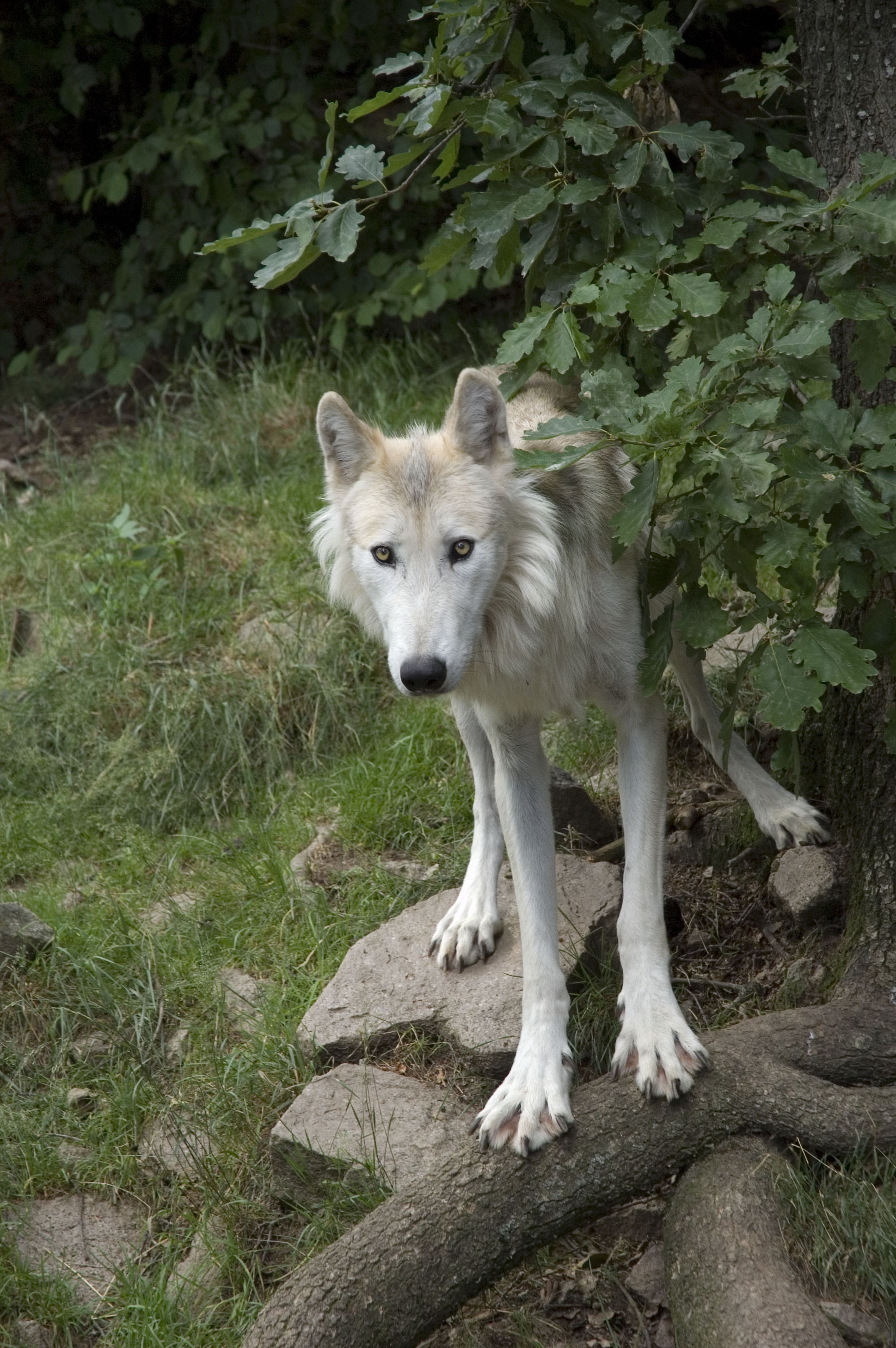
Loup du Canada.

Il comporte 80 loups, répartis en 6 meutes. 6 sous-espèces y sont représentées : les loups de Mongolie (avec 15 individus), les loups de Sibérie (avec 21 individus), les loups de Pologne (avec 16 individus), les loups du Canada (avec également 16 individus), les loups noir du Canada (avec seulement 4 individus) et les loups arctiques (avec 8 individus).
Un petit musée accueille le visiteur. On peut y voir des documents sur la Bête du Gévaudan, la place du loup dans les contes et des publicités lupines, ainsi qu'une collection de photographies de Sylvain Macchi.
Une mini-salle de cinéma (50 places) permet de visionner trois extraits de films différents (dont des extraits de Frère loup de Gérard Ménatory). Un peu plus loin, une tanière peut accueillir les louveteaux. Deux cages ayant servi à amener les loups sauvés par la Fondation Brigitte-Bardot étaient présentes dans ce musée, mais elles ne sont plus visibles actuellement.
La partie principale de la visite est celle du parc animalier qui permet de contredire les idées fausses propagées par les légendes et les contes. Le loup est ainsi présenté dans son état naturel et l'on explique au visiteur que le loup, de façon générale, se méfie de l'homme et évite de l'approcher. Il est également rappelé que c'est l'imaginaire collectif qui a finalement ancré dans les mémoires la mauvaise réputation de cet animal.
Les loups présents dans le parc sont tous issus d'animaux nés en captivité, venant de divers zoos ou parcs européens, ou des descendants des loups de Mongolie sauvés par la Fondation Brigitte-Bardot. Ce sont tous des loups imprégnés qui ne pourraient pas être réintroduits en milieu naturel, même dans des zones protégées, ayant perdu une grande partie de leurs instincts naturels. Néanmoins, le visiteur peut observer leur comportement et mieux cerner (à défaut de mieux comprendre) le prédateur, grâce aux visites guidées.
Vingt hectares sont consacrés au loup dont sept pour la partie visiteurs.

## Le parc d'observation scientifique
Pour les plus curieux, le parc d'observation (approche gratuite) est accessible à 500 mètres environ du parc visiteur.
Les loups peuplant ce parc sont tous des descendants des loups de Mongolie sauvés par la Fondation Brigitte-Bardot. Ce parc compte une vingtaine d'individus.

## Les sous-espèces
Le parc présente cinq sous-espèces de loups. L'accent est mis sur le terme « sous-espèce » : la reproduction entre deux loups de deux sous-espèces différentes est possible et le louveteau ne sera pas stérile.

### Canis lupus lupus(loup de Pologne ou loup d'Europe)
Le loup de Pologne est à peu près celui que l'on pouvait rencontrer en France au début du XXe siècle avant son éradication. Le loup de Pologne est d'ailleurs à l'origine des loups gris ou loups d'Europe rencontrés dans plusieurs autres parcs animaliers. Au parc du Gévaudan, c'est le premier loup qui est rencontré par le visiteur.
Les loups de Pologne continuent à se reproduire régulièrement dans le parc, il y a eu plusieurs naissances en 2010 et en 2011.

### Canis lupus machenzii(loup du Canada)

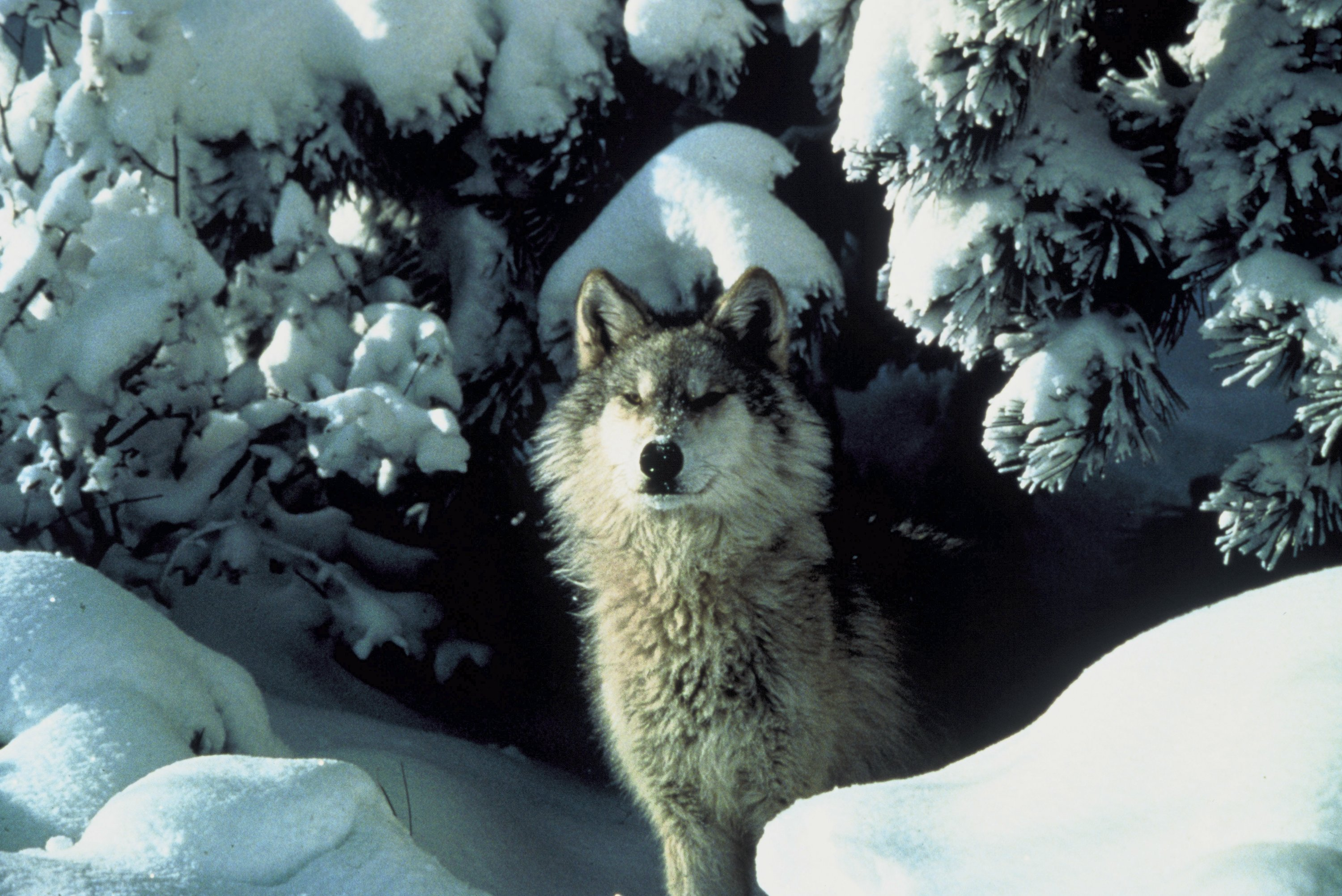
Canis lupus machenzii.

Avec le temps, les visiteurs ont réussi à se faire considérer par ces loups comme des invités et non comme des étrangers de la meute. Ainsi l'approche est plus facile. La taille de l'enclos et le petit nombre d'individus permet de les apprécier plus facilement, surtout lors des visites guidées.
En 2011, il ne restait dans cet espace que deux vieux loups et un jeune.

### Canis lupus albus(loup de Sibérie)

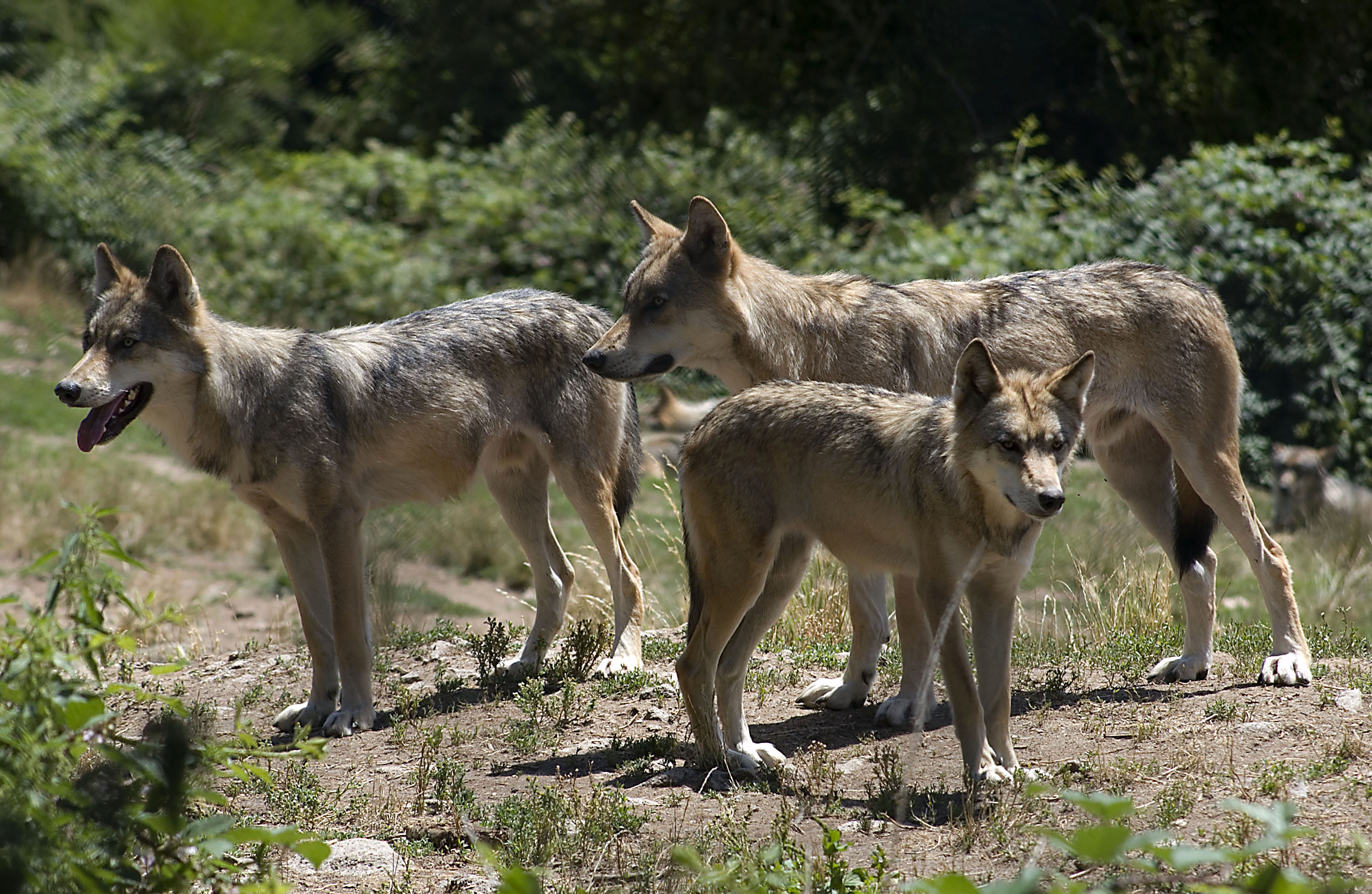
Loups de Sibérie.

Il fut un temps où l'on pouvait passer plusieurs heures dans le parc sans apercevoir un seul de ces spécimens. Cela était dû en partie à l'emplacement de l'enclos situé entre celui des polonais et celui des mongols.
Aujourd'hui, ils sont beaucoup plus visibles. Une plate-forme en bois a été aménagée à l'arrière du parc afin de mieux les observer.

### Canis lupus chanco(loup de Mongolie)

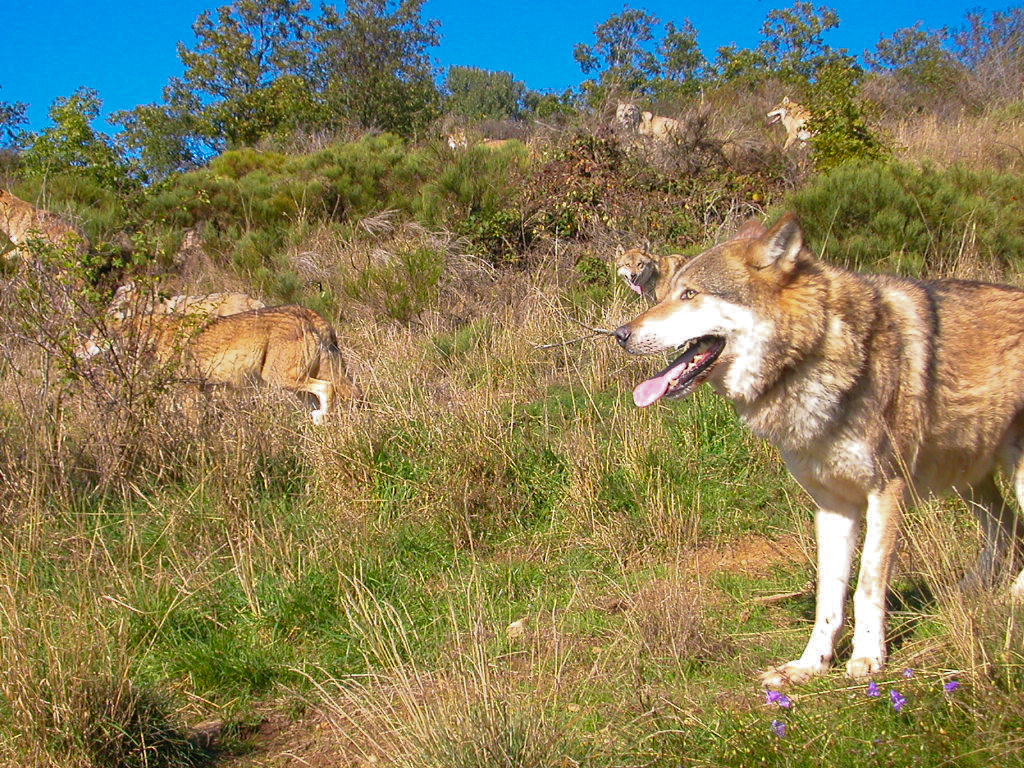
Loups de Mongolie.

Le loup de Mongolie possède, quant à lui, un pelage fauve et mesure environ 70 cm au garrot. Dans son pays d'origine, la sous-espèce n'est pas protégée et le gouvernement offre des primes pour le chasser. Les individus présents dans le parc sont tous des descendants des loups recueillis par la Fondation Brigitte-Bardot. Une quinzaine de ces loups sont présents dans l'enclos du parc et une soixantaine d'autres sont visibles dans un parc d'observation de 20 hectares qui se situe à quelques centaines de mètres dans le village de Sainte-Lucie. À titre d'expérience, une zone a été aménagée dans l'enclos en 2007 pour protéger les individus oméga.

### Canis lupus arctos(loup arctique)

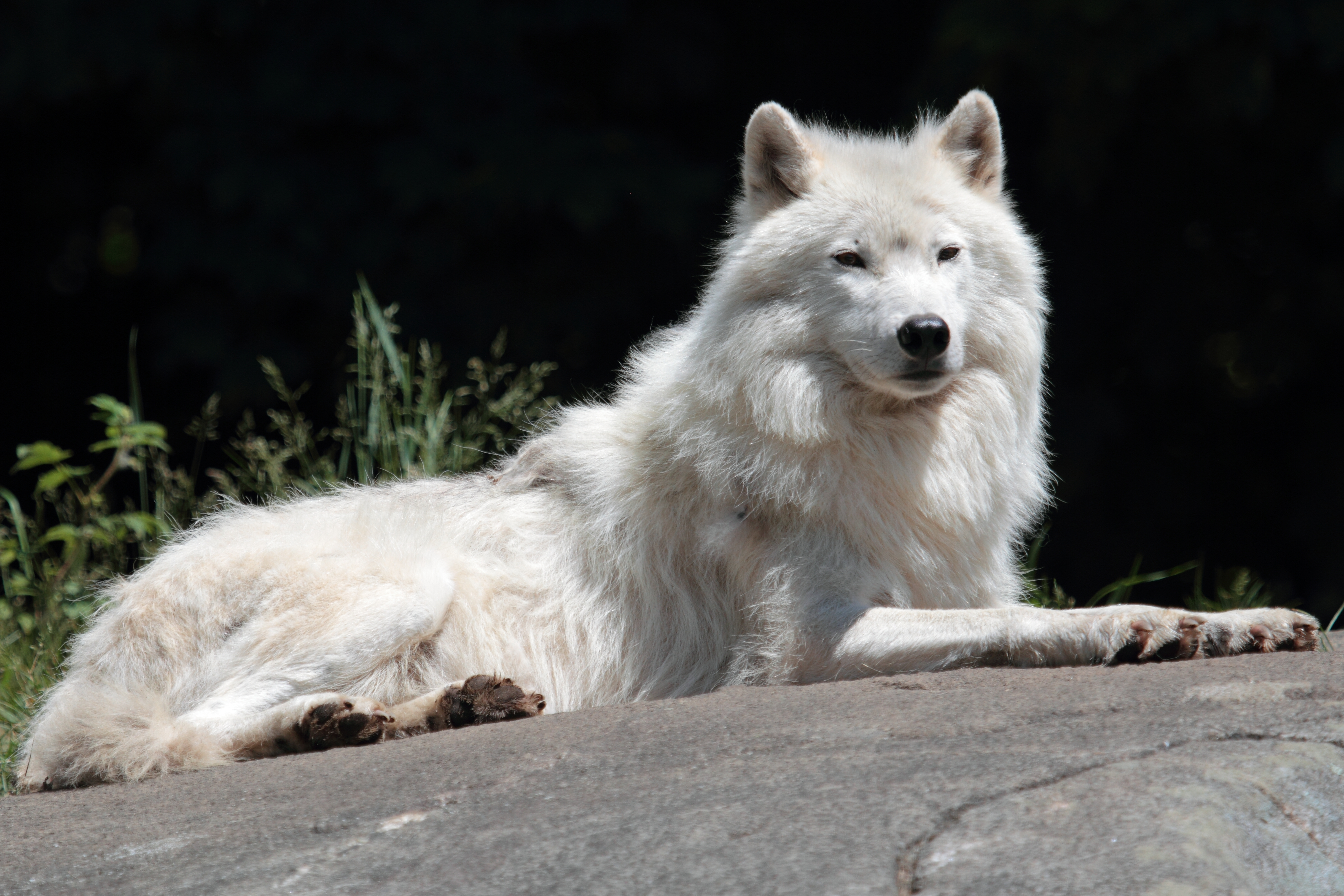
Loup arctique (ici au Parc Oméga au Québec).

Depuis le mois d'avril 2008, un cinquième enclos accueille des loups arctiques : trois femelles venant du zoo d'Amnéville et un mâle venant de Suisse. Depuis 2009, il y a toujours eu des naissances.

## Gestion et fréquentation
Le parc a été ouvert en partenariat avec le conseil général de la Lozère et la Selo (Société d'économie mixte d'équipement pour le développement de la Lozère) et est depuis géré ainsi.
Le nombre de visiteurs a dépassé les 50 000 en 1987, puis les 100 000 en 1994. Depuis, la moyenne est supérieure à 80 000 visiteurs par an, ce qui en fait le deuxième site touristique du département (avec entrée payante) après l'aven Armand.

## Controverses

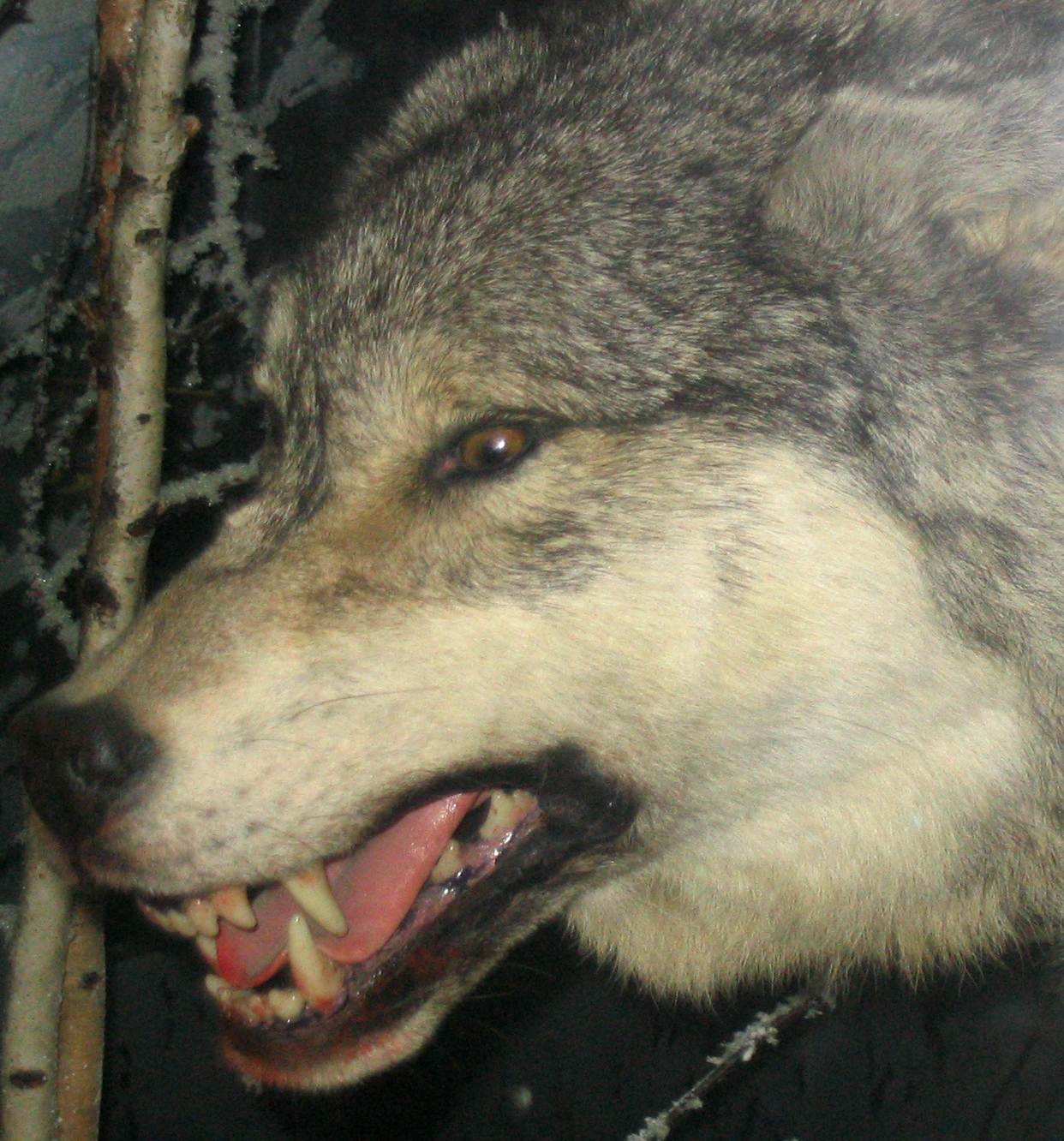
Loup gris.

Lancées en Gévaudan depuis l'ouverture du parc zoologique, des rumeurs accusent ses responsables d'avoir relâché des loups dans la nature.
Après le départ d’Anne Ménatory, le parc est de nouveau l'objet d'une rumeur évoquant l'organisation d'un trafic de têtes de loups. L'affaire se révèle n'être qu'un ragot infondé. Toutefois, le parc est tout de même condamné pour défaut de traçabilité. Depuis, tous les loups du parc sont dotés d'un émetteur placé dans le sillon jugulaire.
Cette mesure n'empêche pas la propagation de nouveaux bruits accusant le parc lors du signalement de deux loups en liberté en Lozère en mai 2006. Quelques jours plus tard, un rapport de la préfecture infirme la rumeur en précisant que les loups, de souche italienne, sont arrivés dans la région par leurs propres moyens.

## Sources et références
1. ↑  (fr) Fiche sur le site du conseil général de la Lozère
2. ↑  « Gérard Ménatory l'homme qui vivait et parlait avec les loups », sur inumaginfo.com (consulté le 31 janvier 2017)
3. ↑  (fr) Présentation sur loup.org
4. ↑  (fr) Historique du parc et des visites
5. ↑  (fr) La suspicion du loup et du parc dans des attaques sur des moutons.
6. ↑  (fr) Récit de l'affaire.
7. ↑  (fr) Article
8. ↑  (fr) Rapport.
9. ↑  (fr) Dépêche AFP sur le site de FERUS.
10. ↑  (fr)[PDF] Rapport.